# 曲洧舊聞
《曲洧旧闻》是南宋时期由官員、文學家朱弁所撰寫的文言小说集，共十卷。《文獻通考》載有弁《曲洧舊聞》一卷、《雜書》一卷、《骫骳說》一卷。
《曲洧旧闻》创作于作者被羁留在金国期间。作品追忆并记录了北宋及南宋初期的朝野遗事、社会风情和士大夫轶闻，展现了作者的高度爱国热情及对北宋灭亡、南宋贫弱的理性反思。作品内容丰富、情节生动、文字雅洁、活泼风趣，具有较高的文学价值和史料价值。
建炎二年(1128)，朱弁出使金國後被迫羈留十六年，期間撰寫此書回忆故国。此书主要记录陳橋兵變後的北宋初年到及至南宋初年的朝野遗事、社会風情，例如《舊聞》提到北宋末年「王將明（王黼）當國時，公然受賄賂，賣官鬻爵，至有定價」，《四库全书》收錄该书，並稱其「意在申明北宋一代興衰治亂之由，深於史事有補，實非小說家流也」。

## 外部連結
- 中國哲學書電子化計劃：《曲洧舊聞》 （页面存档备份，存于）

1. ↑  邱昌员 魏晓姝. . 《赣南师范学院学报》.   [2018-01-13]. （原始内容存档于2018-01-14）.